# Trennungsprinzip (Steuer)
Das Trennungsprinzip ist ein Prinzip der Unternehmensbesteuerung in Deutschland, insbesondere bei der Besteuerung von Kapitalgesellschaften. Dabei werden im Gegensatz zum Transparenzprinzip, welches bei Einzelunternehmen und Personengesellschaften Anwendung findet, Gesellschaft und Gesellschafter getrennt besteuert.
Getrennt wird zwischen dem Gewinn der Gesellschaft und den Einkünften des Gesellschafters durch Ausschüttungen aus der Gesellschaft (i. d. R. Dividenden). Das Einkommen der Gesellschaft unterliegt den Ertragsteuern für Körperschaften und die Einkünfte des Gesellschafters unterliegen bei ihm entsprechend seinen Ertragsteuern. Damit es aber nicht zu einer Doppelbesteuerung der Einkünfte des Unternehmens auf Ebene der Gesellschaft einerseits und auf Ebene des Gesellschafters andererseits kommt, sind verschiedene Mechanismen entwickelt worden:
In Deutschland wurde vor Einführung des Halbeinkünfteverfahrens mit dem Anrechnungsverfahren die steuerliche Belastung der Gesellschaft bei der Besteuerung des Gesellschafters berücksichtigt. Nachdem dieses System vom Europäischen Gerichtshof als nicht europatauglich beurteilt wurde, ist mit dem Halbeinkünfteverfahren (ab 2009 Teileinkünfteverfahren und der Abgeltungsteuer) zu einer (pauschal) begünstigten Form der Besteuerung auf Ebene des Gesellschafters übergegangen worden.